# Będkowice (Basse-Silésie)
Pour l’article homonyme, voir Będkowice (Petite-Pologne).
Będkowice est une localité polonaise de la gmina de Sobótka, située dans le powiat de Wrocław en voïvodie de Basse-Silésie.

## Histoire
De 1742 à 1945, Bankwitz fait partie de l'arrondissement de Breslau dans le district de Breslau au sein de la province de Silésie.